# Vincent Magro
Vincent Magro (* 24. Juli 1952 in Valletta) ist ein ehemaliger maltesischer Fußballspieler auf der Position eines Stürmers. Der auch unter den Spitznamen Vince und Maxi bekannte Spieler war eines der wenigen Talente des maltesischen Fußballs der 1970er Jahre.

## Leben

### Verein
Magro begann seine Laufbahn in der Nachwuchsabteilung seines Heimatvereins Valletta Vanguards und wechselte zu Beginn seiner Profikarriere zum in der höchsten Spielklasse vertretenen Nachbarverein FC Valletta, bei dem er von 1969 bis 1984 unter Vertrag stand und die besten Jahre seiner Fußballerlaufbahn erlebte. In seinen insgesamt 15 Jahren mit den Citizens gewann er vier Meistertitel und erreichte zwischen 1974/75 und 1977/78 viermal in Folge das Finale um den maltesischen Pokalwettbewerb, den die Mannschaft dreimal gewann.
Nachdem er mit dem FC Valletta seine besten Jahre zwischen 1973 und 1980 hatte (in jenem Zeitraum wurde die Meisterschaft und der Pokal jeweils dreimal gewonnen), zwang ihn in der Saison 1980/81 eine Verletzung zu einer längeren Pause. Weil er nach Genesung lange nicht zu seiner alten Form zurückfand, wurde er für die Saison 1981/82 an den Zweitligisten Msida St Joseph ausgeliehen. Zwar kam er in der darauffolgenden Saison 1982/83 zum FC Valletta zurück und gewann mit der Mannschaft 1983/84 einen weiteren Meistertitel, doch seine besten Jahre waren vorbei und Magro wechselte nach dem Titelgewinn zum Drittligisten Luxol St. Andrews, bevor er seine aktive Laufbahn in der Saison 1987/88 bei den ebenfalls in der dritten Liga spielenden Santa Venera Lightnings beendete.

### Nationalmannschaft
Sein Debüt für die maltesische Nationalmannschaft bestritt Magro in einem am 28. September 1973 ausgetragenen Testspiel gegen Kanada, das 2:0 gewonnen wurde. Insgesamt absolvierte er 24 Einsätze für sein Heimatland und erzielte zwei Tore. Sein erstes Länderspieltor war der viel beachtete Treffer zum 2:0-Endstand gegen Griechenland am 23. Februar 1975, durch den die Hellenen in der Qualifikation zur EM-Endrunde 1976 entscheidend gegenüber der deutschen Nationalmannschaft zurückgeworfen wurden. Seinen anderen Länderspieltreffer erzielte er am 24. November 1976 in einem Testspiel gegen Tunesien, das 1:1 endete. Sein letztes Länderspiel absolvierte Magro am 28. Oktober 1979 im Rahmen der Qualifikation zur EM-Endrunde 1980 gegen die Türkei (1:2). Alle oben genannten Spiele wurden auf dem legendären Hartplatz des Empire Stadium Gzira ausgetragen, in dem insgesamt zwölf Länderspiele – und somit genau die Hälfte der Spiele – unter der Mitwirkung Magros stattfanden.

## Erfolge
- Maltesischer Meister: 1973, 1978, 1980, 1984
- Maltesischer Pokalsieger: 1975, 1977, 1978